# ティーライト

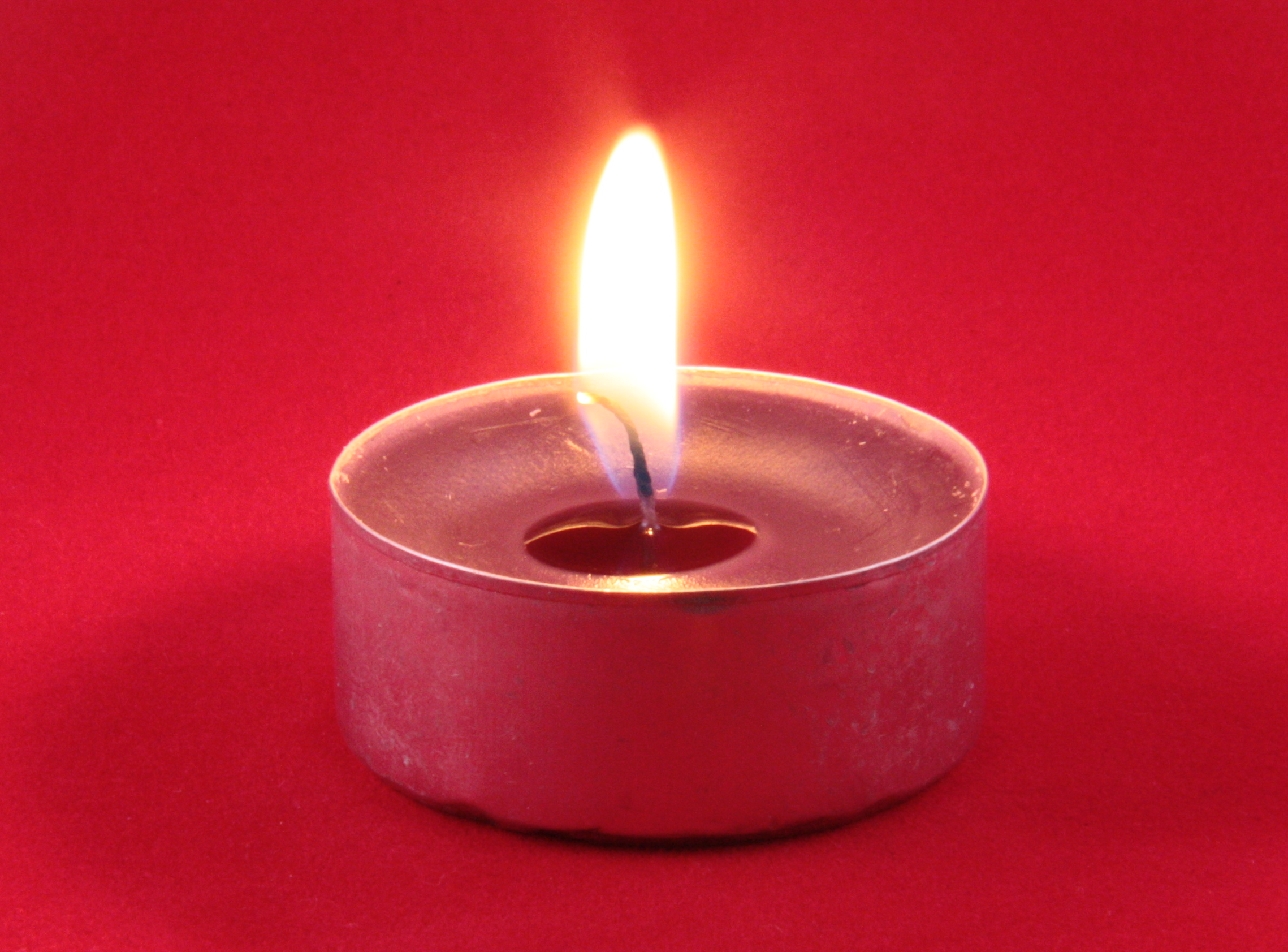
ロウが液化し始め、光はじめたティーライト

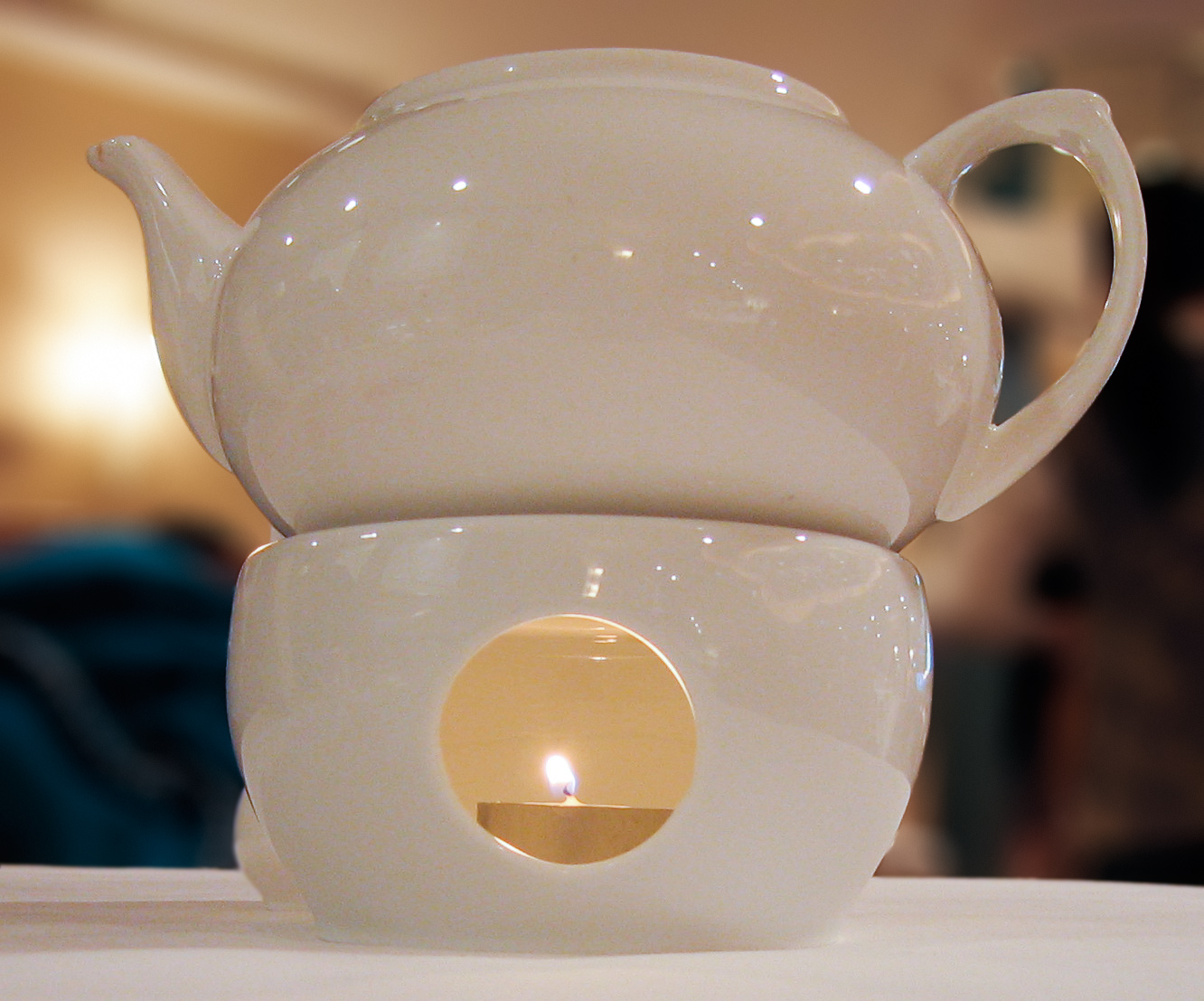
ティーポットを温めるティーライト

ティーライト（tealight, tea-light, tea light, tea candle, 口語ではtea lite, t-lite, t-candle）は、ろうそくが点灯中に完全に液化するために薄い金属製またはプラスチック製のカップに入ったろうそく。通常は小さく、円形で、高さよりも幅が広く、安価である。ティーライトの名前はティーポットを温めるのに用いることに由来するが、一般的にはフォンデュなどの食べ物を温めるためにも用いられる。
ティーライトは奉納するろうそくでは人気のある選択肢である。アクセント照明やアロマオイルを熱するのにも適している。装飾効果を出すために水に浮かぶように設置することができる。サイズが小さく光の程度が低いため、しばしば複数のティーライトが同時に点灯される。もっと長く点灯するティーライトはナイトライト(nightlight)と呼ばれることがある。

## 種類

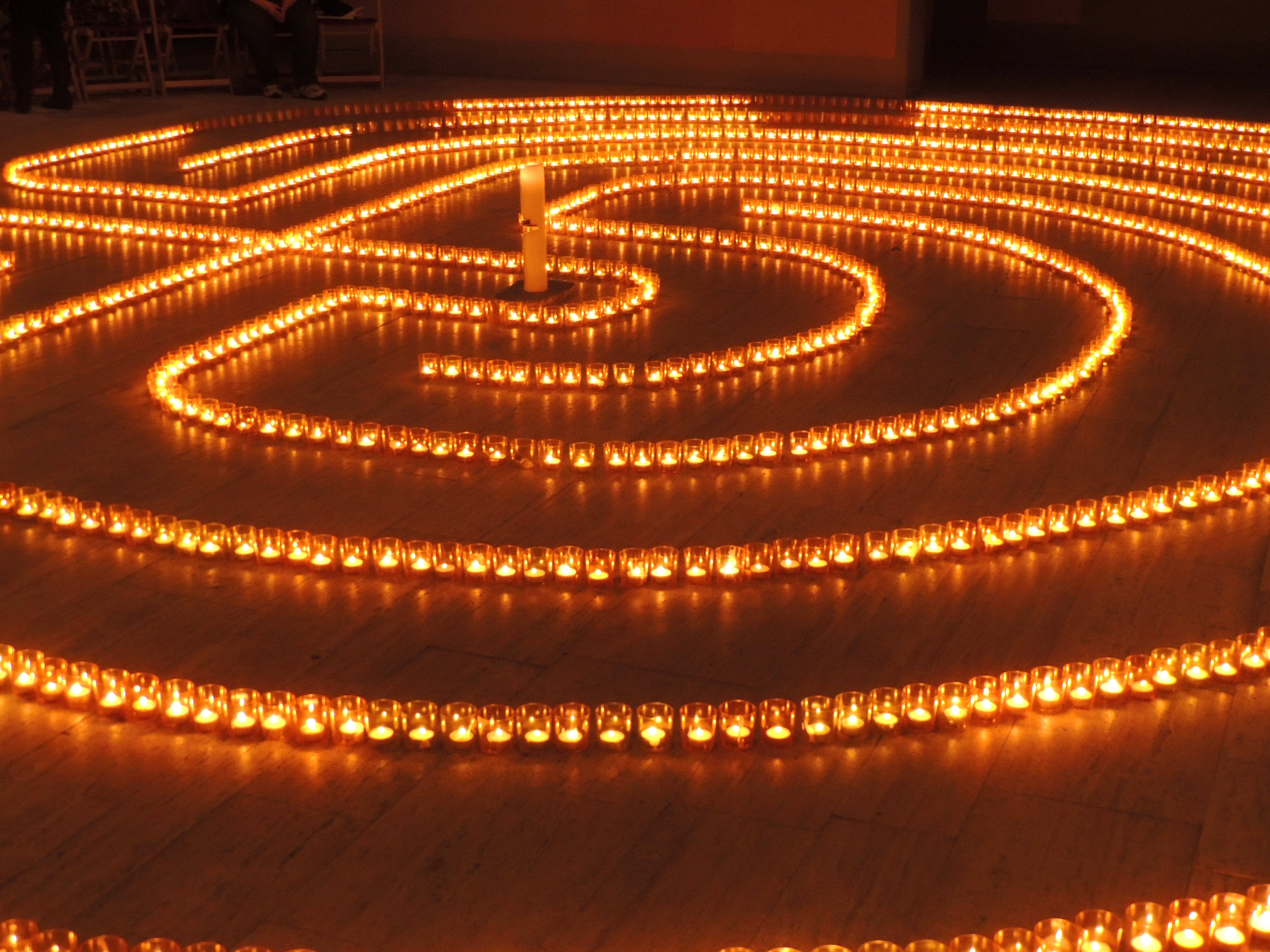
フランクフルト・アム・マイン-BornheimのHoly Cross ChurchのCentre for Christian Meditation and Spirituality of the Diocese of Limburgで2500個の点灯するティーライトから作られたクレタスタイルのアドベント迷宮

ティーライトには大小さまざまな形や大きさ、点灯時間と香りがある。ただし、ティーライトは一般的には短く円筒形であり、直径がおよそ38 mm (1.5 in)、高さ16 mm (0.63 in)で白の無香料のろうが付いている。
標準的なものは用いるろうによるが、およそ32ワットの出力を持っている。

## カップのデザイン
芯は金属片につながれ、溶けたろうの上に浮かび、ろうが燃える前に燃え尽きてしまうのを防いでいる。
いくつかの特許デザインにより保護されている。通常のティーライトにおける金属カップが透明なプラスチックのカップになっている場合もあり、時にそれはポリカーボネートプラスチックで作られている。透明なカップによりホルダーから多くの光を逃がすことができる。ただし金属のカップの方がはるかに一般的である。

## ホルダー

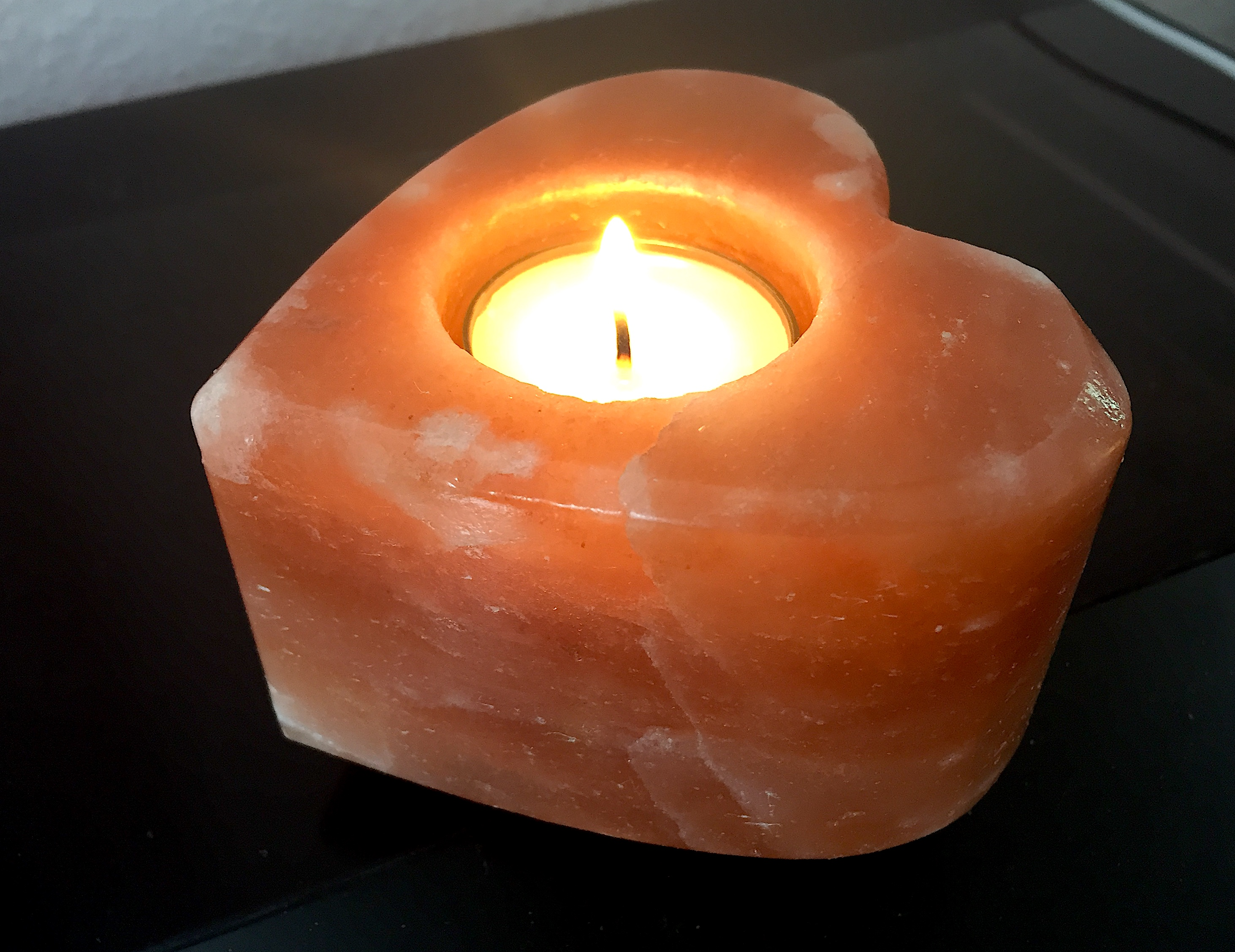
ヒマラヤの塩で作られたハート型のティーライトキャンドルホルダー

ティーライトは、キャンドルホルダーで使うのが好まれる。ガラス、金属、セラミックや他の素材で作られた小さなポケットから、もっと大きく手の込んだティーライトランプまで様々なスタイル、色、形がある。ホルダーには香りありもしくは香りなしのティーライトキャンドルを用いるのに適した大きさのカップがある。ディスカウントストア、ギフトストア、家の装飾店ではこれらの小さなキャンドルのホルダーが並んでいることがよくある。

## 電気
新たな技術が用いられるようになり、電動のティーライトも一般的になっている。白熱電球やLED電球を用い、LED電球はLEDが効率的で明るくなるにつれて好まれるようになっている。様々な色があり、ムードを設定したり装飾に合わせたり入れ物のデザインを拡張できる。様々な機械的・電子的アニメーションを用いて動く炎をシミュレートすることもできる。
電気ティーライトは炎があるティーライトよりもずっと安全であり、心配のもととなる裸火や熱がないため、無人で放置することができる。これにより、自立式レース構造の内部もしくは紙、木材、その他可燃性材料で作られたキャンドルホルダーの中に置くことができる。炎がある大きなティーライトでは不可能な場所にフィットするようにずっと小さくすることもできる。
電気ティーライトは熱源としては役立たないため、卓上なべやフードウォーマーには適していない。